# Roberto de Chaise-Dieu
San Roberto de Chaise-Deu, o de Turlande, (c. 1000 - 17 de abril de 1067), fue un sacerdote católico francés y miembro de la Orden de San Benito.  De familia noble, era pariente de San Geraldo de Aurillac. Es especialmente reconocido por fundar el monasterio benedictino de Chaise-Dieu ("Casa de Dios" en francés) y por su entrega total hacia los más pobres. 
Fue un ejemplo espiritual para el papa Clemente VI, quien entró en el monasterio de Chaise-Dieu a los 11 años. Una vez declarado Papa, canonizaría al abad benedictino en 1351.  

## Vida
San Roberto de Chaise-Dieu nació en la ciudad francesa de Auvergne el año 1000, el último hijo de la familia noble conformada por el matrimonio Gérard y Raingarde de Turlande. Era sobrino por parte materna de un obispo, y también era pariente de San Gerald de Aurillac. Su parto sorprendió a su madre en mitad del bosque. Incapaz de desplazarse, dio a luz allí a Roberto. Popularmente este hecho fue interpretado como una señal de que el niño sería un ermitaño.
Roberto fue educado en la Iglesia de Saint-Julien en Broude, donde más tarde ocuparía el cargo de canónigo tras ser ordenado sacerdote en 1026. Desde su posición fundó un hospicio para los pobres de la región. Más tarde entró en la adabía benedictina de Cluny y adoptaría como director espiritual a Odilón de Cluny, quien sería declarado santo.
Viajó a Roma y luego a Montecasino para profundizar en la Regla de San Benito de Nursia, fundador de los benedictinos. En el viaje conoció a los ex-caballeros Stephen Chaliers y Dalmas, con quienes resolvió fundar una comunidad benedictina en el territorio ocupado por una capilla en ruinas. Llegaron allá el 28 de diciembre de 1043. 
En 1046 recibieron el permiso del papa Benedicto IX para establecer una ermita y dedicarse a servir a los pobres. Gregorio VI les recomendó optar por una vida más contemplativa. Esto llevó a Roberto a trasladarse a Auvergne. Popularmente se le atribuye la restauración de 50 templos en la región.
Alrededor de 1049, el grupo de seguidores de Roberto había aumentado de tal manera que tuvo que pedir donaciones a los fieles para poder construir un nuevo convento que llamaría "La Chaise-Dieu", ("La Casa de Dios", en francés). El convento recibió el apoyo del obispo de Clermont antes de solicitar el permiso real. Así, Roberto pidió al rey Enrique I que promulgara un decreto concediendo seguridad y su aprobación al nuevo monasterio.
San Roberto falleció el 17 de abril de 1067, mas su funeral tuvo que ser celebrado una semana más tarde, puesto que un gran número de fieles deseaban visitar sus reliquias al oír la noticia de su muerte. Cientos de milagros le fueron atribuidos, lo que impulsó una veneración hacia él por parte de los habitantes locales. Fue enterrado en su monasterio de la Chaise-Dieu, si bien los hugonotes quemarían la mayor parte de sus reliquias siglos más tarde. A la fecha de su muerte, Chaise-Dieu contaba con 300 monjes. 

## Legado
El monasterio de Chaise-Dieu fue durante mucho tiempo considerado un símbolo del esplendor del cristianismo medieval. Por él pasaría San Lesmes, camino a Roma, quien tras acabar dicha peregrinación, (por consejo de San Roberto), ingresó en el monasterio. Más tarde sería arrasado por los hugonotes, y luego por la Revolución francesa. Hoy día solo quedan en pie algunas ruinas de la iglesia del convento, y la tumba de Clemente VI. 

## Canonización
La veneración de los habitantes de la comarca hacia el fallecido abad causó numerosas peticiones para que fuera declarado santo. El 19 de septiembre de 1351 fue declarado santo en una celebración presidida por el papa Clemente VI en Aviñón, (donde la sede papal se encontraba en ese momento). San Roberto fue una inspiración para un joven Clemente VI, cuando entró a los 11 años en el convento de Chaise-Dieu, y solicitó ser enterrado en dicho monasterio.